# Ернст Лудвиг фон Мансфелд-Хинтерорт
Ернст Лудвиг фон Мансфелд-Хинтерорт (на немски: Ernst Ludwig von Mansfeld-Hinterort; * 6 юни 1605; † 9 април 1632, Айзлебен) е граф на Мансфелд-Хинтерорт-Хелдрунген.

## Произход
Той е големият син на граф Фридрих Кристоф фон Мансфелд-Хинтерорт (1564 – 1631) и съпругата му графиня Агнес фон Еверщайн–Масов (1584 – 1626), дъщеря на граф Волфганг II фон Еверщайн–Масов (1538 – 1592) и графиня Анна фон Липе (1551 – 1614).
Брат е на Кристиан Фридрих (1615 – 1666), граф и господар на Мансфелд, Йохан Албрехт (1615 – 1634) и на Мария Сибила (1608 – 1642), омъжена за фрайхер Йохан Хайнрих фон Шьонбург-Ремзе (1589 – 1651).
Ернст Лудвиг фон Мансфелд-Хинтерорт умира на 9 април 1632 г. на 26 години в Айзлебен, Саксония-Анхалт, и е погребан там в църквата „Св. Анна“.

## Фамилия
Ернст Лудвиг се жени на 10 юни 1627 г. в Гера за графиня Агнес Ройс фон Гера (* 17 април 1600; † 1 февруари 1642), дъщеря на Хайнрих II Ройс-Гера (1572 – 1635) и графиня Магдалена фон Шварцбург-Рудолщат (1580 – 1652). Те имат три деца, които умират малки:
- Кристоф Хайнрих (* 16 януари 1628; † 24 август 1637)
- Йохан Ернст († 1631)
- Агнес († 1629)